# 高槻泰郎
髙槻 泰郎（たかつき やすお、1979年〈昭和54年〉 - ）は、日本の経済学者。神戸大学経済経営研究所准教授。

## 略歴
東京都出身。
2002年慶應義塾大学総合政策学部卒業、2007年大阪大学大学院経済学研究科前期博士課程修了、2010年東京大学大学院経済学研究科後期博士課程修了。博士（経済学）。
2008年日本学術振興会特別研究員。2010年東京大学大学院経済学研究科助教。2011年神戸大学経済経営研究所講師、2013年同准教授。

## 著書

### 単著
- 『近世米市場の形成と展開 幕府司法と堂島米会所の発展』名古屋大学出版会、2012年2月。ISBN 9784815806927。
- 『大坂堂島米市場 江戸幕府vs市場経済』講談社〈講談社現代新書 2487〉、2018年7月。ISBN 9784065124987。

### 執筆
- 稲葉継陽・今村直樹 編「近世期市場経済の中の熊本藩」『日本近世の領国地域社会 熊本藩政の成立・改革・展開』吉川弘文館、2015年2月。ISBN 9784642034678。
- 今村直樹・小関悠一郎 編「大坂金融商人の成長と領国経済」『熊本藩からみた日本近世 比較藩研究の提起』吉川弘文館、2021年9月。ISBN 9784642043427。

### 編著
- 『豪商の金融史 廣岡家文書から解き明かす金融イノベーション』慶應義塾大学出版会、2022年7月。ISBN 9784766428339。

### 共訳
- ダグラス・C・ノース 著、水野孝之・川嶋稔哉・高槻泰郎・結城武延 訳『ダグラス・ノース制度原論』瀧澤弘和・中林真幸監訳、東洋経済新報社、2016年3月。ISBN 9784492314746。

### 英文版
- THE DOJIMA RICE EXCHANGE. translated by Louisa Rubinfien. Japan Publishing Industry Foundation for Culture. (2022). ISBN 9784866582191